# Османије (вилајет)
Османијски вилајет (тур. Osmaniye ili) је вилајет у јужној Турској. Постао је вилајет 1996. године. Османијски вилајет је био део вилајета Адана. Заузима површину од 3,767 km² и ту живи 479,221 становника (2010. процена). Вилајет се налази у географском, економском и културном региону Чукурова.
Престоница вилајета је град Османије (194,000 становника). После њега по броју становника следе Кадирли (81,016 ст.) и Дузичи (42,000 ст.).
Суседни вилајети су Адана на западу, Хатај на југу, Газиантеп на истоку и Кахраманмараш на северу.

## Окрузи
Османијски вилајет је подељен на 7 округа (престоница је подебљана):
- Бахче
- Дузичи
- Хасанбејли
- Кадирли
- Османије
- Сумбас
- Топракале

## Историјска места и рушевине
- Каратепе - Национални парк Каратепе-Арсланташ - Кадирли/Дузичи

## Познати људи из Османија
- Јашар Кемал, један од најпознатијих турских писаца
- Девлет Бахчели
- Самет Ајбаба

## Фестивали
- Фестивал рвања Каракуџак - Кадирли (25.-26. мај)

## Галерија
- Антички град Хијераполис Кастабала у Османијама
- Поглед на град Османије